# يعرت
يعرت، هي ملكة مصرية قديمة غير حاكمة أو زوجة ملك عاشت في عهد الأسرة الثامنة عشرة، وهي زوجة و شقيقة الملك تحتمس الرابع، وابنة الملك أمنحتب الثاني.

## التعرف عليها
يكتب اسم هذه الملكة برمز الكوبرا وحسب داخل خرطوش، ونطقه غير مؤكد إن كان يعرت أو غيرها، لكن كلمة كوبرا بالمصرية القديمة تعني يعرت لذلك اعتمد هذا الاسم لها.

## ألقابها
- ابنة الملك.
- ابنة الملك العظيمة.
- أخت الملك.
- الزوجة الملكية العظيمة.[1]

## أبناؤها
ليس هناك أبناء معروفون للملكة يعرت.

## حياتها
كانت يعرت ثاني امرأة تلقب بالزوجة الملكية العظيمة في عهد الملك تحتمس الرابع، فتظهر الملكة نفرتاري في نقوش تعود إلى الجزء الأقدم من عهد هذا الملك، وزوجة ثانوية تسمى الملكة موت ام ويا كانت أم وريث العرش.
وتظهر يعرت بدءاً من العام السابع من عهد الملك تحتمس الرابع في كونوسو بالنوبة. ويصور النقش تحتمس يذبح الأعداء أمام الآلهة النوبية ددون وحا، وتم تصوير الملكة يعرت واقفةً خلفه.
واسم الملكة يعرت معروف كذلك من نقوش في مناجم الفيروز في سرابيط الخادم في سيناء من نفس العام.

## مدفنها
ليس من المعروف متى توفيت الملكة يعرت أو أين دفنت.